# Canal de Gignac
Le canal de Gignac est un canal d'irrigation qui prend sa source dans le fleuve Hérault à l'amont du village médiéval de Saint-Guilhem-le-Désert. Il a un droit d'eau d'environ 3,5 m3/s qui date de la construction du canal à la fin du XIXe siècle (1890).
Il permet l'irrigation d'environ 3 000 ha de cultures constituées en grande partie de vignes, mais aussi de vergers et de cultures maraîchères. Il a un tronc commun de 8 km situé en rive gauche de l'Hérault, puis se divise en deux branches au niveau du Pont du Diable. La branche rive droite (15 km) a un débit nominal de 1,5 m3/s et la branche rive gauche (27 km) a un débit nominal de 2 m3/s.
Le canal de Gignac est géré par l'ASA (Association syndicale autorisée) du Canal de Gignac. Ce canal est également une plateforme expérimentale utilisée pour la recherche et l'enseignement en hydraulique et en automatique pilotée par l'équipe de Recherche GHOSTE (Gestion Hydraulique, Optimisation et Supervision des Transferts d'Eau) du centre Irstea de Montpellier.
Cette association est reconnue comme ayant des prérogatives de puissance publique, une jurisprudence notable en droit administratif en 1899. L'ordonnance de 2004 classe les ASA parmi les établissements publics administratifs.